# 十島村立中之島学園
十島村立中之島学園（としまそんりつなかのしまがくえん）は鹿児島県鹿児島郡十島村の中之島にある村立の義務教育学校。

## 概要
トカラ列島（十島村）のほぼ中央部にある中之島に唯一所在している義務教育学校で、かつては中之島以外に口之島、臥蛇島、諏訪之瀬島、平島にも分校が設置され、中之島島内にも朝日、日之出分校が設置されていたが、児童数減少や独立、集団移住による無人島化などにより廃止されたため現在分校は設置されていない。また、十島村山海留学制度が行われており、島外からの留学生の受け入れを行っている。
中学校は県内の公立高等学校のうち全日制普通科に設定されている学区の制限を受けない中学校のひとつに指定されている。
1958年の在籍者数は小学校に121名、中学校に49名。2023年時点の在籍者数は小学校に10名、中学校に4名となっている。

## 沿革
- 1893年（明治26年） - 地内に学舎を設置[2]。
- 1930年（昭和5年） - 中之島小学校を中之島尋常小学校に改称し、十島村に移管[2]。同時に口之島、臥蛇島、諏訪之瀬、平島の各分教場を設置。
- 1932年（昭和7年） - 高等科を併設。中之島尋常高等小学校に改称[2]。
- 1941年（昭和16年） - 国民学校令施行に伴い、中之島国民学校に改称[2]。
- 1942年（昭和17年） - 口之島分教場が独立し、口之島国民学校（後の十島村立口之島小中学校）となる[3]。
- 1946年（昭和21年）2月2日 - 下七島の日本国政府の行政権が停止されアメリカ合衆国の統治下となる。
- 1948年（昭和23年） - 学制改革に伴い、中之島国民学校が中之島小学校に改称。同時に中学校を併設し、中之島小中学校となった[2]。同時に臥蛇島、平島、諏訪之瀬島の各分校を設置。
- 1949年（昭和24年） - 朝日分校を設置。
- 1952年（昭和27年） - トカラ列島が本土復帰し、同時に十島村が発足。十島村立中之島小中学校となる。2月11日より学校教育法等が十島村に適用された。
- 1953年（昭和28年） - 日之出分校を設置。
- 1960年（昭和35年） - 平島分校が独立し、十島村立平島小中学校となり、同時に諏訪之瀬島分校は平島小中学校の分校となった[3]。
- 1966年（昭和41年） - 朝日分校が児童数減少に伴い、廃校となる。
- 1970年（昭和45年） - 臥蛇島から全世帯が集団移住し、無人島になったのに伴い臥蛇島分校を廃校。
- 1977年（昭和52年） - 日之出分校が児童数減少に伴い廃校となる。
- 2024年（令和6年）4月1日 - 十島村立小中併設校の義務教育学校への移行に伴い十島村立中之島学園となる[4][5]。

## 分校
いずれも現在は独立または廃校となっており、現存する分校はない。
- 口之島分教場
口之島に所在。1942年に口之島国民学校として独立した。現在の十島村立口之島小中学校にあたる[3]。
- 平島分校
平島に所在。1960年（昭和35年）に十島村立平島小中学校として独立。
- 諏訪之瀬島分校
諏訪之瀬島に所在。1960年に平島小中学校が独立したのに伴い、中之島小中学校より平島小中学校に移管され十島村立平島小中学校諏訪之瀬島分校となり、2016年4月1日に平島小中学校から独立し、十島村立諏訪之瀬島小中学校となった。
- 臥蛇島分校
臥蛇島（現在は無人島）に所在。1970年（昭和45年）に臥蛇島から全世帯が集団移住し、無人島になったのに伴い廃校。

- 朝日分校
1966年（昭和41年）に児童数減少に伴い廃校。
- 日之出分校
中之島のほぼ中央部にある日之出集落に所在していたが、1977年（昭和52年）に児童数減少に伴い廃校[3]。

## 通学区域
- 十島村
  - 中之島の全域

## 周辺
- 中之島郵便局
- 十島村役場中之島出張所（旧十島村役場）
- 中之島港